# 2022年7月北海市2019冠状病毒病聚集性疫情
2022年7月北海市2019冠状病毒病聚集性疫情是指自2022年7月起在中华人民共和国广西壮族自治区北海市爆发的2019冠状病毒病聚集性疫情。

## 背景与溯源
7月13日，广西壮族自治区疾病预防控制中心对北海“7·12”疫情首报病例新冠病毒基因组测序的二代测序原始数据进行审核，经与国家序列库比对和分析，该病例基因组属于奥密克戎BA.2.3，未发现与广西本土和输入病例同源性高的基因组序列，亦未发现与国内其他省份病例同源性高的基因组序列。

## 疫情时间轴
- 7月12日上午，北海市海城区报告1名核酸检测初筛阳性人员[3]。
- 7月13日22时06分，北海市海城区第一次公布高、中、低风险区具体划分范围[註 1][4]。
- 7月15日13时41分，北海市银海区第一次公布高、中、低风险区具体划分范围[註 2][5]。
- 7月15日13时55分，北海市海城区第二次公布高、中、低风险区具体划分范围（新增高风险区80个，中风险区64个）[註 3][6]。
- 7月25日，北海市合浦县和铁山港区基本实现社会面动态清零[註 4][7]。
- 7月29日，北海市全域基本实现社会面动态清零目标[註 5][8]。
- 8月16日0时起，北海市全域转入常态化疫情防控阶段，标志着北海本次聚集性疫情正式结束[9]。

### 疫情信息统计表
| 北海市本次疫情 | 本土新增数据 | 本土新增数据 | 本土新增数据 | 本土新增数据 | 本土累计数据 | 本土累计数据 | 本土累计数据 |                                                                 |
| 时间 | 确诊         | 无症状转确诊 | 无症状       | 感染         | 确诊         | 无症状       | 感染         | 来源备注                                                        |
| --- | ------------ | ------------ | ------------ | ------------ | ------------ | ------------ | ------------ | --------------------------------------------------------------- |
| 7月11日0-24时 | 0            | 0            | 0            | 0            | 0            | 0            | 0            | [ 10 ]                                                          |
| 7月12日0-24时 | 0            | 0            | 1            | 1            | 0            | 1            | 1            | [ 11 ]                                                          |
| 7月13日0-24时 | 0            | 0            | 24           | 24           | 0            | 25           | 25           | [ 12 ]                                                          |
| 7月14日0-24时 | 0            | 0            | 161          | 161          | 0            | 186          | 186          | [ 13 ]                                                          |
| 7月15日0-24时 | 0            | 0            | 32           | 32           | 0            | 215          | 215          | 当日核减3例，故累计无症状、累计感染由218变为215。核减原因不明。 |
| 7月16日0-24时 | 9            | 3            | 232          | 238          | 9            | 444          | 453          | [ 15 ]                                                          |
| 7月17日0-24时 | 59           | 31           | 51           | 79           | 68           | 464          | 532          | [ 16 ]                                                          |
| 7月18日0-24时 | 134          | 49           | 104          | 189          | 202          | 519          | 721          | [ 17 ]                                                          |
| 7月19日0-24时 | 21           | 0            | 250          | 271          | 223          | 769          | 992          | [ 18 ]                                                          |
| 7月20日0-24时 | 52           | 39           | 131          | 144          | 275          | 861          | 1136         | [ 19 ]                                                          |
| 7月21日0-24时 | 20           | 1            | 124          | 143          | 295          | 984          | 1279         | [ 20 ]                                                          |
| 7月22日0-24时 | 35           | 10           | 167          | 192          | 330          | 1141         | 1471         | [ 21 ]                                                          |
| 7月23日0-24时 | 23           | 9            | 320          | 334          | 353          | 1452         | 1805         | [ 22 ]                                                          |
| 7月24日0-24时 | 22           | 4            | 205          | 223          | 375          | 1653         | 2028         | [ 23 ]                                                          |
| 7月25日0-24时 | 32           | 9            | 365          | 388          | 407          | 2009         | 2416         | [ 24 ]                                                          |
| 7月26日0-24时 | 33           | 20           | 234          | 247          | 440          | 2223         | 2663         | [ 25 ]                                                          |
| 7月27日0-24时 | 32           | 15           | 127          | 144          | 472          | 2335         | 2807         | [ 26 ]                                                          |
| 7月28日0-24时 | 10           | 2            | 106          | 114          | 482          | 2439         | 2921         | [ 27 ]                                                          |
| 7月29日0-24时 | 15           | 4            | 77           | 88           | 497          | 2512         | 3009         | [ 28 ]                                                          |
| 7月30日0-24时 | 30           | 18           | 76           | 88           | 527          | 2570         | 3097         | [ 29 ]                                                          |
| 7月31日0-24时 | 9            | 6            | 34           | 37           | 536          | 2598         | 3134         | [ 30 ]                                                          |
| 8月1日0-24时 | 7            | 5            | 17           | 19           | 543          | 2610         | 3153         | [ 31 ]                                                          |
| 8月2日0-24时 | 2            | 0            | 15           | 17           | 545          | 2625         | 3170         | [ 32 ]                                                          |
| 8月3日0-24时 | 2            | 1            | 12           | 13           | 547          | 2636         | 3183         | [ 33 ]                                                          |
| 8月4日0-24时 | 1            | 1            | 7            | 7            | 548          | 2642         | 3190         | [ 34 ]                                                          |
| 8月5日0-24时 | 1            | 0            | 3            | 4            | 549          | 2645         | 3194         | [ 35 ]                                                          |
| 8月6日0-24时 | 1            | 0            | 1            | 2            | 550          | 2646         | 3196         | [ 36 ]                                                          |
| 8月7日0-24时 | 0            | 0            | 2            | 2            | 550          | 2648         | 3198         | [ 37 ]                                                          |
| 8月8日0-24时 | 1            | 1            | 6            | 6            | 551          | 2653         | 3204         | [ 38 ]                                                          |
| 8月9日0-24时 | 0            | 0            | 1            | 1            | 551          | 2654         | 3205         | [ 39 ]                                                          |
| 8月10日0-24时 | 0            | 0            | 0            | 0            | 551          | 2654         | 3205         | [ 40 ]                                                          |
| 8月11日0-24时 | 0            | 0            | 1            | 1            | 551          | 2655         | 3206         | [ 41 ]                                                          |
| 8月12日0-24时 |              |              |              | 0            |              |              |              | [ 42 ]                                                          |
| 8月13日0-24时 |              |              |              | 0            |              |              |              | [ 43 ]                                                          |
| 8月14日0-24时 |              |              |              | 0            |              |              |              | [ 44 ]                                                          |
| 8月15日0-24时 |              |              |              | 0            |              |              |              | [ 45 ]                                                          |
| 注：①新增感染=新增确诊+新增无症状-新增无症状转确诊②累计确诊=新增确诊累计③累计无症状=新增无症状-新增无症状转确诊+前日累计无症状累计④累计感染=前日累计感染+新增感染 ⑤从7月22日起均有”含X例由无症状感染者订正为确诊病例“的表述，不确定是否为对误诊的订正，为方便计入无症状转确诊中 |              |              |              |              |              |              |              |                                                                 |

## 北海本地反应

### 核酸检测
- 7月16日，北海市在全市开展重点区域核酸检测[46]。
- 7月18日至19日，北海市开展连续两轮全员核酸检测[47]。
- 7月21日，北海市新冠肺炎疫情防控工作领导小组指挥部办公室发布《关于对未按要求参与核酸检测人员赋黄码的通告》[48]。
- 7月21日至23日，北海市对在海城区、银海区范围内的全体居民开展连续三轮的全员核酸检测[49][50]。

### 日常生活
- 7月13日，北海市新冠肺炎疫情防控指挥部发布紧急通告，对主城区实行临时性管控措施[註 6][51][52]。
- 7月14日起，北海市各A级旅游景区暂停开放[2]。
- 7月15日起，北海市所有供电营业厅暂停现场业务办理[53]。
- 7月21日7时起，北海市主城区部分道路通过信号灯调控实行路口临时交通管制，除城市保障类、疫情防控类、特殊需求类等三类人员可经报备后在管制路段通行，其他车辆禁止在管制路段通行[54]。
- 7月24日至26日，北海市对海城区、银海区部分区域实行为期三天的提级管控措施[註 7][55]。
- 7月27日，北海市按照“分类施策、分区管控”原则，调整北海市社会面管控措施。其中[56]：

1. 海城区继续实行严格封控管理，时间延长至7月30日。在区内实施差异化管理，对于连续7天没有疫情的小区，允许居民在小区内活动；
2. 银海区已初步实现社会面动态清零。中高风险区按有关规定管理。低风险区居民持48小时核酸阴性证明，可在所在社区/村屯除中高风险区外的区域活动；
3. 合浦县已基本实现社会面清零。中高风险区按有关规定管理。低风险区居民可凭健康码绿码在县域内自由活动。在全市高中风险区未全部解除前，不允许合浦县人员前往海城区和银海区；因生产、物流和保供需要跨县区流动的人员，必须持24小时内核酸检测证明，同时实行闭环管理；
4. 铁山港区已实现社会面动态清零。将原有的中风险区全部调为低风险区，居民可凭健康码绿码在区内自由活动。在全市高中风险区未全部解除前，不允许铁山港区人员前往海城区和银海区；因生产、物流和保供需要跨区流动的人员，必须持24小时内核酸检测证明，同时实行闭环管理。

- 8月18日起，北海市供水有限责任公司四川北路营业厅和站北路营业厅恢复正常营业[57]。
- 8月27日起，北海市所有A级旅游景区有序恢复对外开放[58]。

#### 对北海市旅游业的影响
在7月14日举行的北海市新冠肺炎疫情防控新闻发布会上，北海市旅游业主管部门相关负责人介绍，本轮疫情发生后，北海方面明确由于旅客因为此次疫情原因需要退订酒店民宿的，任何商家不得以“预付款不退”或“扣除定金”等名义，拒绝履行疫情防控部署要求，明确规定各经营单位无条件全额退款。据介绍，北海市成立工作专班，组织全市酒店、民宿等经营单位召开视频会议，传达疫情防控文件精神。北海市市场监管局主要负责人介绍，截至7月14日11:00，北海市共收到与涉疫住宿退订投诉139件。经过调解，均得到很好解决。截至7月17日，有2000多名游客滞留北海。针对滞留游客问题，北海市及时成立旅游服务专班开展服务和保障工作。北海市将游客按照所在区域风险等级进行分类管理处置。对未到过中高风险地区、非密接、非次密接的，健康码为绿码的滞留游客，可携48小时核酸检测阴性报告，凭前一日住宿证明（或其他可以证明其为游客的凭据）允许返程；到过中高风险地区或为密接、次密接的，健康码为红码或黄码的游客，需严格按照北海的疫情防控要求，做好管控隔离工作，待符合返程要求后安排返程。截至7月20日，所有滞留于涠洲岛的游客已全部返程。

### 群众诉求
- 7月15日，广西云·抗疫留言板开通北海市版块[63]。
- 7月16日，北海市首次对外公布全市455个乡镇、社区疫情防控咨询电话[64]。
- 8月15日，网络视频显示北海有民众上街抗议，要求解封。有传闻称原定于8月16日结束的休渔期将被延长至9月，引发民众不满。16日，北海市政府宣布于当日0时转入常态化防控，拆除硬隔离设施、开放市场、并取消17日的核酸检测。[65]

### 教育考试
- 7月19日，北海市卫生健康委员会发出通告，经综合研判，并经报国家卫生健康委科教司同意，决定延期举行北海考点2022年住院医师规范化培训和助理全科生培训结业理论考核[66]。
- 7月20日，北海市卫生健康委员会发出通告，原定于7月23日至24日、26日至27日、29日至30日进行的广西考区北海考点2022年卫生专业技术资格和护士执业资格考试暂停举行[67]。

### 医疗保障
- 7月15日0时起，因北海市人民医院银滩院区被临时设为新型冠状病毒肺炎定点救治医院，故暂停该院区的所有门急诊服务（含健康体检、疫苗接种、核酸采样等业务）[68]。
- 7月15日8时起，北海市银海区人民医院[註 8]开始成为“黄码医院”[註 9][69]。
- 7月20日，北海市官方透露，当地已建成两家方舱医院。首家投入使用的北海市第一方舱医院位于市体育馆内，设置床位600张，截至20日11时已收治135名无症状感染者和轻症患者[70]；第二个方舱医院于7月19日晚建成，位于合浦县，分两个大区，共626张床位[71]。
- 7月20日，北海市第二人民医院“互联网”医院正式上线[72]。
- 7月24日，北海市心理服务云平台全新升级上线[73]。

### 交通应对
7月21日7：00起，北海市主城区部分道路通过信号灯调控实行路口临时交通管制。除《北海市新冠肺炎疫情防控指挥部关于实行分区管控的通告》中指定的城市保障类、特殊需求类、疫情防控类等三类人员可经报备后在管制路段通行，其他车辆禁止在管制路段通行。对不遵守居家隔离要求，违反交通管制规定出行的，依法以违反信号灯信号通行或者违反禁令标志等规定依法处置。同日，北海市发布通告，要求拟离开北海的人员需提前12小时报备。

### 免职
北海市海城区委副书记、区长苏矿峰，北海市卫生健康委员会党组书记、主任唐岗被指防疫不力而遭到免职。

### 处置违法犯罪
8月3日，北海官方通报，8月2日，北海市公安局海城分局抓获寻衅滋事违法行为人牟某，并对其依法给予行政拘留7日的处罚。经调查，8月1日，牟某在抖音平台发表“祝北海疫情大爆发全死光”的言论，对社会公共秩序造成不良影响，涉嫌寻衅滋事。

## 对北海以外地区的影响

### 广东省

#### 广州市
7月13日，广东省广州市疾病预防控制中心发出通告，要求所有自7月5日以来有广西壮族自治区北海市海城区旅居史的来（返）穗人员，向所在社区（村）、单位、酒店主动报备，接受社区相应的健康管理。

#### 佛山市
- 7月24日晚开始，广东省佛山市顺德区陈村镇潭洲村潭村片区开始实行临时围合管理[79]。
- 因在7月24日晚，广东省佛山市顺德区陈村镇出现2例北海输入的本土确诊病例[80][81][82]，自7月25日起，佛山地铁2号线登洲站和花卉世界站[註 10]调整管控措施[註 11][83][84][85]。
- 7月25日，佛山市公共交通管理有限公司顺德分公司发出通告，自当日起，公交352线路双方向实施绕行，取消停靠“潭村卫生服务站、启蒙二路站、绣圃三路站、华阳南路站、星英半岛站、登洲站”，首末站临时设置在花卉世界总站，绕行期间双方向新增停靠“花卉博览中心站、花卉世界临时站”；公交330线路双方向绕行，取消诚业路、内北街行驶，首末站临时设置在花卉世界总站，绕行期间双方向暂不停靠“星英半岛站、登洲站、潭村站”，新增停靠“花卉博览中心站、花卉世界临时站”；公交803线路双方向暂不停靠“万科水晶城（生活广场）站、登洲站、星英半岛站、登洲路口站、潭村站”；公交831线路双方向暂不停靠“登洲路口站、潭村站”[85]。
- 7月25日起，佛山市将顺德区潭洲村东基坊北学仕三巷2-11号、学仕二巷3-4号、东基坊北大街4号、潭村市场划为中风险区，并将顺德区华阳路以东、佛陈路以南、南便沙涌以西、秀圃三路以北划为低风险区[86]。
- 7月25日0至24时，佛山市新增本土无症状感染者1例（来自顺德区陈村镇），为7月24日报告的广西北海输入的本土确诊病例同住家人[87]。
- 7月26日0至24时，佛山市新增本土无症状感染者1例（来自顺德区陈村镇），为7月24日报告的广西北海输入的本土确诊病例同住家人[88]。
- 7月26日至27日，陈村镇陈村医院新冠疫苗接种点暂停开放[89]。
- 8月1日起，佛山市所有高、中、低风险区全部消失[90]。

#### 梅州市
7月16日，广东省梅州市新冠肺炎防控指挥办疫情防控组印发《关于加强广西北海等涉疫风险地区来返梅人员排查管理工作的建议函》。该建议函中提到，梅州市各区县要做好对近7天以来有广西北海市、安徽蚌埠市和甘肃兰州市旅居史人员的排查管控工作；对于近7天有广西北海市、安徽蚌埠市和甘肃兰州市其他地区旅居史的人员，倡导主动开展一次核酸检测并进行7天自我健康监测，期间尽量减少参加聚集性活动。

### 湖南省

#### 长沙市
7月15日，湖南省长沙市疾病预防控制中心发出通告，要求所有外省来（返）长人员提前2天通过“我的长沙”APP或“我的长沙”小程序进行报备。

### 河南省

#### 信阳市
- 7月18日，河南省信阳市息县在对返乡人员进行核酸筛查时，发现1名阳性人员，该人员在7月15日从北海站乘坐D8404列车于20时17分到达南宁站，后转乘7月16日K22列车到达信阳站[93]。
- 7月19日起，河南省信阳市对息县辖区内部分区域调整为高风险区和中风险区[註 13][94]。
- 7月21日，息县在对集中隔离人员进行核酸检测，发现两名省外来息隔离人员核酸检测阳性，为无症状感染者。两人系7月18日报告的无症状感染者的密切接触者，为母子关系，其母子三人17日从广西北海市返息，当日集中隔离，两人行程轨迹与7月18日报告的无症状感染者完全一致[95]。

### 湖北省

#### 武汉市
- 7月26日，武汉市江夏区在常态化便民核酸检测中发现2例无症状感染者，后迅速对密接人员开展流调排查，又发现2例无症状感染者。[96]武汉市疾控中心随后进行病毒基因测序，经数据库比对，病毒基因与北海疫情致病毒株同源，为一起由外省输入并引发本土局部传播的聚集性疫情[97][98]。
- 7月27日4时起，武汉市在江夏区主城区实行三天临时性管控措施[99]。
- 7月27日起，武汉市将江夏区部分区域调整为高风险区和中风险区[註 14]，并落实相应管控措施[100]。
- 7月28日起，武汉市将江夏区部分区域新增为高风险区和中风险区[註 15]，并落实相应管控措施[101]。
- 7月28日上午，湖北省委副书记、省长、省疫情防控指挥部指挥长王忠林到武汉市江夏区指导调度疫情防控工作[102]。
- 7月30日，湖北省武汉市江夏区新冠肺炎疫情防控指挥部决定，将江夏区部分区域临时性管控措施适当延长，原定管控范围、管控措施不变[103]。